# Augen Bluffs
Augen Bluffs är en udde i Antarktis. Den ligger i Östantarktis. Australien gör anspråk på området.
Terrängen inåt land är platt åt sydväst, men åt nordost är den kuperad. Terrängen runt Augen Bluffs sluttar brant österut. Trakten är obefolkad. Det finns inga samhällen i närheten.